# Xã Spring Hill, Quận Stearns, Minnesota
Xã Spring Hill (tiếng Anh: Spring Hill Township) là một xã thuộc quận Stearns, tiểu bang Minnesota, Hoa Kỳ. Năm 2010, dân số của xã này là 368 người.